# Can Yayınları
Can Yayınları este o editură din Turcia fondată în 1981 de Erdal Öz.< Editura a început să publice cărți importante de literatură pentru copii, care nu sunt citite de adulți, lărgindu-și apoi portofoliul cu operele clasice și contemporane ale literaturii mondiale, în special literatura latino-americană. Primele cărți alese din literatura mondială au fost Ağla Sevgili Yurdum (Alan Paton), Lady Chatterley’in Sevgilisi (D.H. Lawrence), Atlılar (Joseph Kessel), Artemio Cruz’un Ölümü (Carlos Fuentes). Au urmat cărți scrise de Juan Rulfo, Gabriel Garcia Marquez, Mario Vargas Llosa, Jorge Amado, Alejo Carpentier, Jorge Luis Borges, Julio Cortazar, Isabel Allende și mulți alții.
Can Yayınları nu numai că a publicat scrierile maeștrilor literaturii turcești, dar a servit și ca mediu editorial în care tinerii scriitori turci au publicat primele lor lucrări.
Editura a publicat un număr de 2.023 de lucrări în 25 de ani. 294 dintre acestea sunt cărți pentru copii, 680 sunt opere ale scriitorilor și poeților turci și 1.049 sunt traduceri ale cărților scriitorilor străini. Numărul total de cărți publicate este de 25 de milioane.
Începând din 1981, 52 de autori publicați de editura Can Yayınları au primit premii literare. Premiul pentru proză scurtă Sait Faik a fost decernat de 8 ori, Premiul pentru roman Orhan Kemal de 5 ori, Premiul pentru roman Yunus Nadi de 6 ori, Premiul pentru povestire Yunus Nadi a fost, de asemenea, acordat de două ori. Copertele albe clasice ale cărților publicate de editură au fost modificate după desenele lui Utku Lomlu.
Can Yayınları a publicat traducerile în limba turcă ale scrierilor unor autori câștigători ai Premiului Nobel printre care: Knut Hamsun (1920), Anatole France (1921), Thomas Mann (1929), Hermann Hesse (1946), André Gide (1947), Albert Camus (1957), Jean-Paul Sartre (1964), Pablo Neruda (1971), Heinrich Böll (1972), Gabriel García Márquez (1982), Nadine Gordimer (1991), Toni Morrison (1993), José Saramago (1998), Günter Grass (1999), Imre Kertész (2002), J.M. Coetzee (2003), Doris Lessing (2007), J. M. G. Le Clézio (2008), Mario Vargas Llosa (2010), Mo Yan (2012), Alice Munro (2013), Patrick Modiano (2014) etc.

## Premii
- Premiul pentru traducere al Ministerului Culturii din Italia - Editura anului[9]
- European Design Awards 2016 - premiile EDSilver și EdBronze[10]

## Legături externe
- Site-ul editurii